# ユディト (小惑星)
ユディト (664 Judith) は、小惑星帯に位置する小惑星である。ハイデルベルクでアウグスト・コプフによって発見された。
ドイツの劇作家フリードリヒ・ヘッベルによって戯作もされた、旧約聖書外典の1つである「ユディト記」に登場するユダヤ人女性ユディトから命名された。